# Inner City Records
La Inner City Records (ICR) è stata un'etichetta discografica statunitense.

## Storia
La Inner City venne fondata a New York da Eric Kriss e Irv Kratka nel 1976, ed era una divisione della Music Minus One. Inizialmente l'etichetta distribuiva solo ristampe, ma poi si specializzò nella pubblicazione di musica jazz. Durante la seconda metà degli anni settanta, la ICR licenziò oltre sessanta album. Nel 1979 venne considerata l'etichetta discografica dell'anno dall'International Jazz Critics Poll. L'etichetta venne chiusa durante gli anni ottanta. Fra gli artisti che hanno collaborato con la ICR vi sono Sam Morrison, Joe Sample, Shelly Manne, Ray Brown, Sadao Watanabe e Terumasa Hino.